# Loud Love
«Loud Love» es el primer sencillo extraído del disco Louder than Love de Soundgarden. La canción fue la base para el EP Loudest Love y para el vídeo en directo Louder than Live.
El vídeo de la canción muestra imágenes de la banda tocando la canción interrumpidas por accidentes de coche. En dicho vídeo aparece Jason Everman como bajista, a pesar de que no grabó él la canción, sino su predecesor, Hiro Yamamoto. Everman también aparece en la portada del sencillo. Chris Cornell versionó la canción en un concierto con su banda post-Soundgarden, Audioslave.

## Lista de canciones
1. «Loud Love» - 4:57
2. «Big Dumb Sex» (Dub Version)
3. «Get on the Snake» - 3:44
4. «Fresh Deadly Roses» - 4:53

- Datos: Q2733466